# 4. Fallschirmjäger-Division
4. Fallschirmjäger-Division foi uma unidade de paraquedistas da Luftwaffe que prestou serviço durante a Segunda Guerra Mundial. Foi formada em Veneza, na Itália, a partir de elementos da 2. Fallschirmjäger-Division e voluntários italianos. Entrou pela primeira vez em combate contra os aliados na Batalha de Anzio, como parte do I. Fallschirmkorps, em Janeiro de 1944. A divisão foi mencionada no Wehrmachtbericht no dia 2 de Junho de 1944.
Depois de Anzio, a divisão foi a última força alemã a deixar a cidade de Roma, no dia 4 de Junho, recuando e conseguindo montar uma defesa eficaz contra os aliados no Passo della Futa No inverno de 1944-45, foi posicionada na Linha Gótica. Em Março de 1945, a divisão teve que prescindir do 12 Fallschirmjäger Regiment e do Pionier Battalion para formar a 10. Fallschirmjäger-Division que seria formada na Áustria. Continuou a lutar contra os aliados até à rendição alemã.

## Comandantes
- Heinrich Trettner, 4 de Outubro de 1943 - 4 de Maio de 1945[4]